# Aradus nigrinus
Aradus nigrinus är en insektsart som beskrevs av Parshley 1921. Aradus nigrinus ingår i släktet Aradus och familjen barkskinnbaggar.

## Underarter
Arten delas in i följande underarter:
- A. n. nigrinus
- A. n. canadensis